# Inéditos (EP)
Inéditos es el primer EP y segundo material discográfico como solista de la cantante argentina Florencia Bertotti, publicado para Argentina y el resto del mundo el 2 de marzo de 2023 a través de las plataformas digitales. Bertotti trabajó en el material fonográfico de manera independiente, escribió y produjo todas las canciones del álbum, en colaboración con Wiilie Lorenzo y Florencia Ciarlo .

## Lista de canciones
| Inéditos - EP |                   |                    |          |  |
| N.º           | Título            | Productor(es)      | Duración |  |
| 1.            | «No me gusta»     | Florencia Bertotti | 4:20     |  |
| 2.            | «Quédate conmigo» | Florencia Bertotti | 2:45     |  |
| 3.            | «Ay que lindo»    | Florencia Bertotti | 2:53     |  |
| 4.            | «Me gustas»       | Florencia Bertotti | 3:30     |  |